# Неронова, Валентина Дмитриевна
Валенти́на Дми́триевна Неро́нова (5 июля 1922 — 8 октября 1997) — советский и российский историк. Доктор исторических наук (1993), профессор кафедры истории древнего мира и средних веков Пермского университета. Основные работы посвящены проблеме исследования советской историографией форм эксплуатации, существовавших в древнем мире.

## Биография
Родилась в Чите. В 1948 году окончила с отличием историко-филологический факультет Молотовского государственного педагогического института. После аспирантуры защитила в 1956 году диссертацию на соискание учёной степени кандидата исторических наук по теме «Пётр Хельчицкий и начало Общины чешских братьев: (Из истории чешского общественного движения XV в.)», став ассистентом в Муромском государственном педагогическом институте. С 1974 года — доцент вновь созданной кафедры истории древнего мира и средних веков, с 1996 года — заведующая кафедрой. В 1993 году защитила диссертацию на соискание учёной степени доктора исторических наук по теме «Формы эксплуатации в древнем мире в зеркале советской историографии».
Лауреат конкурса за лучшую научно-исследовательскую работу в Пермском госуниверситете (1982, 1993).

## Основные работы
- Введение в историю древнего мира [Текст] : Учеб. пособие / М-во высш. и сред. спец. образования РСФСР. Перм. гос. ун-т им. А. М. Горького, 1973;
- История древнего мира: [В 3 кн.] / Под ред. И. М. Дьяконова, В. Д. Нероновой и И. С. Свенцицкой; [АН СССР, Ин-т востоковедения]. [Кн. 3], 1983 (3-е изд. 1989);
- Исследование в советской историографии соотношения сословия рабов и класса рабов в Древнем Риме: [учебное пособие по спецкурсу] / ред. Э. И. Матвеева; Перм. гос. ун-т им. А. М. Горького. — Пермь: ПГУ, 1984. — 76 с.
- Формы эксплуатации в древнем мире в зеркале советской историографии. Пермь: Изд-во Пермского ун-та, 1992. 312 с.